# Tentativa de golpe de Estado nas Seicheles em 1981
A tentativa de golpe de Estado nas Seicheles em 1981, às vezes referida como Seychelles affair ou Operação Angela, foi uma tentativa fracassada de tomada de poder orquestrada por mercenários da África do Sul nas Seicheles.

## Antecedentes
A República das Seicheles alcançou a independência em 29 de junho de 1976. James Mancham era presidente e France-Albert René era primeiro-ministro, mas as relações entre os dois rapidamente azedaram. Em 1977, os partidários esquerdistas de René lançaram um golpe armado enquanto Mancham estava em Londres. Embora René tenha negado qualquer responsabilidade, assumiu a presidência em junho. Dois complôs foram elaborados no ano seguinte para depô-lo, mas falharam. Em 1979, seu partido ganhou eleições e ele prosseguiu uma agenda socialista, perturbando a pequena, mas influente população de classe média.  No seu governo também ocorreu a retirada dos direitos de aterrissagem da África do Sul, bem como a deterioração dos laços econômicos entre os dois países.  René frequentemente advertiu que simpatizantes do antigo governo estavam conspirando para usar mercenários para organizar um contra-golpe. A maioria de seus críticos rejeitavam os supostos complôs como desculpas exageradas ou até mesmo fabricadas para encarcerar os opositores políticos.
Em 1978, Mancham se aproximou do governo sul-africano através dos exilados das Seicheles para angariar apoio para um contra-golpe. O governo sul-africano estava disposto a deixar um pequeno número de forças especiais para uma conspiração, mas despachou o representante de Mancham para Mike Hoare. "Mad" Mike Hoare havia atuado como um mercenário durante a Crise do Congo e, na época, tinha se retirado para Hilton, KwaZulu-Natal e estava empregado como corretor da bolsa e gestor de investimentos. Ele concordou em liderar o golpe.

### Planejamento
As autoridades sul-africanas organizaram o golpe sob o codinome "Operação Angela". À medida que os planos se desenvolviam, ocorria uma luta interna entre a Defence Intelligence Division (SADF-ID) e o National Intelligence Service (NIS) sobre qual organismo seria responsável pela operação. No final, a SADF foi encarregada da ação, mas Martin Dolinchek, agente do NIS, foi nomeado oficial de ligação com a força-tarefa. Os exilados seichelenses Gérard Hoarau, Paul Chow e Edie Camille ajudariam a orquestrar a tentativa de golpe de Estado. Hoare decidiu que trazer armas por barco seria, apesar de sua eficácia, um método muito dispendioso para realizar.
Hoare conseguiu reunir uma força de 54 golpistas brancos (ele próprio incluso).  Destes, 27 eram membros da Força de Defesa da África do Sul, 9 ex-soldados da Rodésia, 7 ex-mercenários do Congo, 1 agente do NIS (Dolinchek) e 3 civis.  Hoare também informou que US$5 milhões seriam arrecadados para a operação, mas apenas US$300.000 foram obtidos. O restante dos salários dos mercenários viria do Tesouro das Seicheles.
Nove membros da equipe de Hoare foram enviados antecipadamente à ilha de Mahé, Seicheles.  Eles deveriam identificar os potenciais alvos e apoiar o recrutamento de soldados dissidentes seichelenses. O restante do grupo chegaria em um avião fretado da Royal Swazi National Airways na tarde de 25 de novembro de 1981 disfarçados de jogadores de rugby em férias e de membros de um clube de cerveja beneficente. Eles tomaram o nome de seu clube de cerveja – Ye Ancient Order of Froth-Blowers (AOFB) –  de uma sociedade londrina que estava extinta desde a década de 1930. Como parte da sua dissimulação, os mercenários disfarçados de membros do AOFB preencheram sua bagagem com os brinquedos que deveriam ser distribuídos para os orfanatos locais. Na realidade, isso foi feito para esconder o peso dos fuzis AK-47 escondidos sob o fundo falso de cada item da bagagem. Hoare assegurou que os brinquedos fossem o mais volumosos possíveis para melhor atender ao propósito.
O plano dos golpistas era chegar a Mahé, encontrar-se com o restante da equipe e dispersarem-se pela ilha para vários hotéis. Depois deveriam aguardar vários dias até que René realizasse uma reunião do gabinete na Maison du Peuple, durante o qual lançariam seu golpe. Eles tomariam o governo, o aeroporto, a estação de rádio, a delegacia de polícia, o acampamento do exército em Pointe La Rue e outros locais estratégicos.  Da estação de rádio transmitiriam que haviam tomado o poder em nome de Mancham.  Os exilados seichelenses garantiram aos golpistas que teriam a assistência de uma "força de resistência local" de 400 pessoas, mas esta nunca existiu.

## Tentativa de golpe

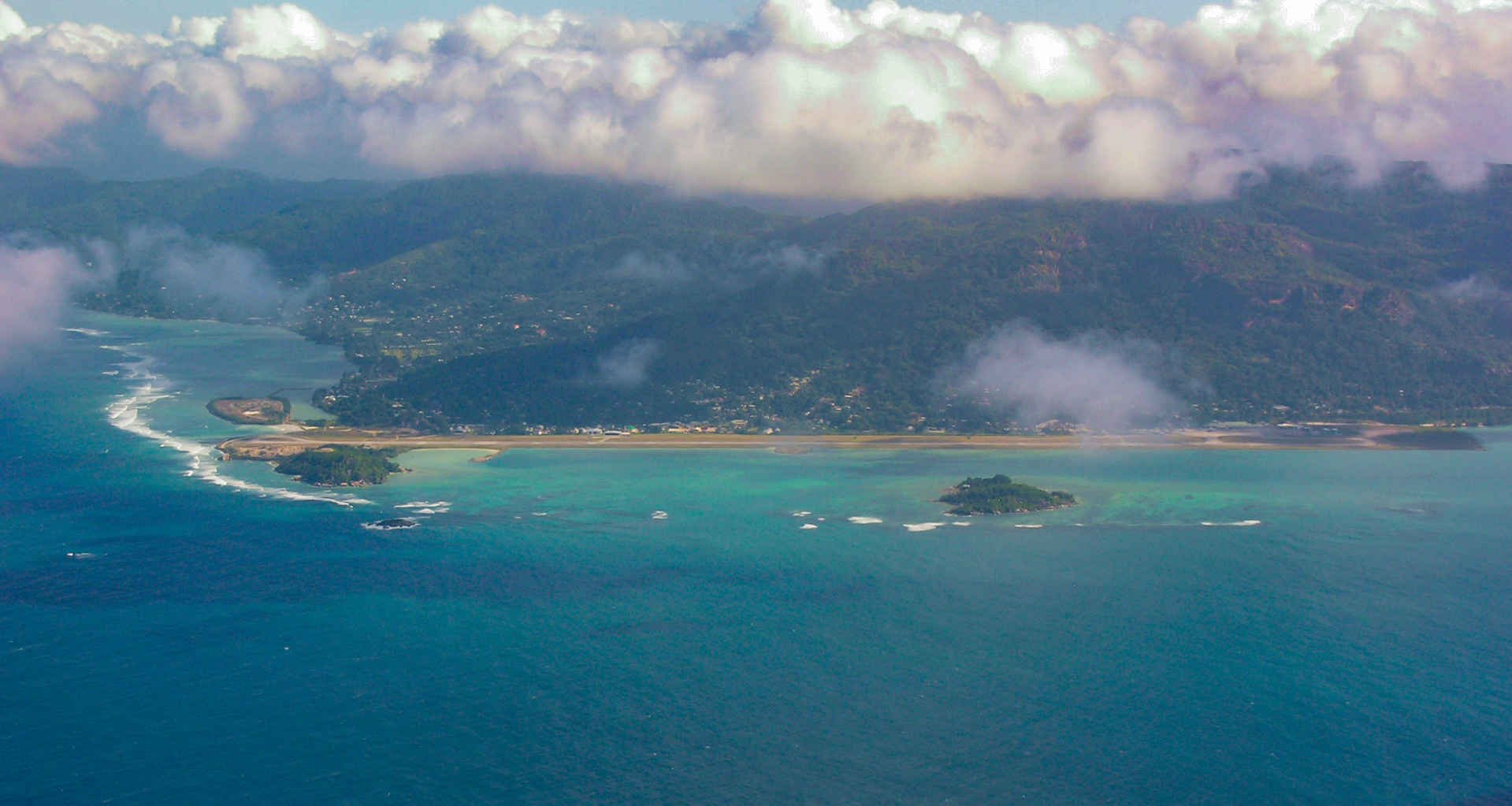
Aeroporto Internacional de Seicheles, o local do golpe falhado

Às 17h30, em 25 de novembro de 1981, Hoare e 43 mercenários foram para o Aeroporto Internacional de Seicheles em Pointe La Rue em Mahé.  Todos, exceto dois dos golpistas, passaram pela alfândega quando um supervisor de segurança iniciou uma busca minuciosa na bagagem do mercenário Johan Fritz, descobrindo um AK-47.  Percebendo que a camuflagem foi descoberta, os mercenários sacam suas armas. Um guarda de segurança corre para o escritório para solicitar assistência. Um mercenário dispara violentamente contra ele, mas erra e mata Fritz.  O guarda alcança o escritório, fecha a porta, e aciona o alarme com sucesso, dando início a uma batalha de seis horas no aeroporto. Cerca de 70 funcionários presentes no aeroporto foram feitos reféns pelos mercenários.
O presidente René estava em sua residência quando recebeu um telefonema sobre o incidente no aeroporto. Ele imediatamente colocou a ilha em alerta, chamando todos os policiais e milícias para o serviço e impondo um toque de recolher de 24 horas. O Coronel Ogilvy Berlouis, o chefe da Força de Defesa, recebeu ordens para assegurar o aeroporto e evitar que os mercenários escapassem.
O número de mercenários era desconhecido para os seichelenses, assim como se o ataque no aeroporto deveria coincidir com uma invasão marítima. Posteriormente, eles montaram um bloqueio rodoviário no extremo norte do aeroporto e organizaram um ataque mal sucedido no Quartel de Pointe La Rue  no qual um mercenário foi ferido.  As forças seichelenses, com dois veículos blindados, ocuparam a pista de pouso, confinando os golpistas aos prédios do aeroporto. Eles também dispararam contra a aeronave fretada, desativando-a. Um dos veículos blindados abriu passagem até o pátio do terminal, mas as luzes do edifício estavam apagadas e o motorista teve dificuldade em detectar os mercenários. Os pneus são rapidamente abatidos e o veículo é incendiado por um coquetel Molotov. O segundo tenente David Antat, o comandante do veículo, emergiu da parte superior e atacou os mercenários. Eles cercaram o veículo e dispararam contra Antat várias vezes no peito, matando-o.
Enquanto os combates estavam em andamento, o voo 224 da Air India (um Boeing 707) em rota de Harare para Bombay transportando 13 tripulantes e 65 passageiros fechados pousava para um reabastecimento programado.  Os mercenários, tendo acabado de tomar a torre de controle, deram permissão para que o avião pousasse. Berlouis receava que o avião pudesse estar transportando reforços mercenários. Por isso ordenou que os caminhões bloqueassem a pista, enquanto luzes eram emitidas para direcionar o piloto ao desengate. Nesse ponto, o avião estava muito comprometido com o pouso para levantar voo e procedeu a aterrissagem. Apesar da falta de iluminação da pista, o piloto conseguiu manobrar a aeronave em torno dos caminhões, embora tenha sofrido danos superficiais na sua asa direita.
As forças seichelenses começaram a disparar na direção do Boeing, espalhando preocupação entre alguns dos mercenários que viram a aeronave como seu único meio de fuga.  Os golpistas, em seguida, embarcaram no voo e o mercenário Peter Duffy pediu ao Capitão Umesh Saxena para levá-los a Rodésia. Após algumas negociações, Saxena concordou em levá-los a Durban, na África do Sul. 
Cinco mercenários, o agente do NIS Dolinchek (sob o pseudônimo Anton Lubic) e uma cúmplice civil feminina foram deixados para trás e acabariam presos. Seis deles faziam parte da equipe inicial.  Um mercenário havia sido morto e dois feridos. Um soldado seichelense foi morto e um sargento policial foi ferido. 

## Consequências
Hoare escreveu mais tarde um livro sobre a tentativa de golpe, intitulado The Seychelles Affair.
Após o evento, David Antat tornou-se um herói nacional das Seychelles.